# Akçaabat (stad)
Akçaabat is een stad met zo'n 70.000 inwoners in de Turkse provincie Trabzon. Het is tevens hoofdstad van het gelijknamige district. Akçaabat ligt enkele kilometers ten westen van Trabzon en is historisch en economisch zeer afhankelijk van deze stad.

## Naam
De oorspronkelijke naam van de stad is Platana, naar de Plataan die hier groeide. Later verbasterde de naam naar Pulathane, wat zo veel betekent als land van ijzer. Volgens Ottomaanse bronnen was de stad deel van het district "Akçeabad", wat overvloed aan geld betekent. Uit de omgeving van Trabzon werd in de Griekse oudheid veel ijzererts, zilver en andere metalen gedolven.

## Geschiedenis
Akçaabat heeft een vergelijkbare geschiedenis met andere steden langs de zuidkust van de Zwarte Zee, zoals het naastgelegen Trabzon, Of en Giresun. Het werd in de zevende eeuw voor Christus gesticht als kolonie van de Ionische stad Milete. In die tijd leefden er in het Pontisch Gebergte ook al andere volkeren zoals Lazen, Armeniërs en Perzen. Een eeuw later viel de stad in handen van de Perzen. De heersende Perzische dynastieën in Pontus werden door Alexander de Grote verslagen. Na Alexanders dood grepen lokale machthebbers hun kans. De stad werd opgenomen in het koninkrijk Pontus tot rond 60 voor Christus, toen het werd opgenomen in het Romeinse Rijk als deel van de provincie Pontus.
Hoewel de stad verscheidene malen werd aangevallen door Perzen, Russen en Goten bleef het in handen van de Byzantijnen. Toen Constantinopel werd vernield door de Kruisvaarders in 1203 vluchtte de Byzantijnse keizerlijke familie (de Komnenen) naar het naastgelegen Trabzon waar het het keizerrijk Trebizonde stichtte. Iets ten westen van Akçaabat troffen de Komneneense en Ottomaanse vloten elkaar voor het eerst in 1461, waarna de Ottomanen Trabzon en het grootste deel van het gebied ten westen daarvan innamen. Het Witte Kasteel (Akçakale) in Akçaabat hield echter stand tot 1468.
In Ottomaanse tijden bleef de stad zijn belang houden als tweede stad van de regio naast Trabzon. Een groot deel van de bevolking ging over enkele eeuwen over op de islam, maar een grote Grieks-orthodoxe populatie bleef aanwezig tot de 20e eeuw. In 1884 verkreeg Akçaabat stadsstatus bij de bestuurlijke herindeling.
In 1810 probeerden de Russen de stad in te nemen, met een landing nabij Salacik, maar na enkele dagen van intense gevechten wist de lokale bevolking hen te verjagen. Ruim een eeuw later, op 20 april 1916, werd de stad bezet door de Russen als onderdeel van de Kaukasuscampagne van de Eerste Wereldoorlog. Op 17 februari 1918 wisten Ottomaanse troepen de stad te heroveren.
Na de oorlog gaan veel mannen uit de regio op zoek naar werk, eerst elders in Turkije en later in West-Europa. Met name in Duitsland en Nederland zijn veel mensen uit de regio terechtgekomen. Na economisch moeilijke tijden in Duitsland in de jaren 80 keerden veel Turken terug, waarna de bevolking van Akçaabat explodeerde, en de meeste historische huizen in het centrum werden vervangen door appartementencomplexen. In juni 1990 was er een zware overstroming die aan tientallen mensen het leven kostte en die ook grote materiële schade aan de stad aanrichtte.

## Geboren
- Erol Günaydin (1933-2012), acteur
- Kadir Özcan (1952-2013), voetballer
- Ekrem İmamoğlu (1970), politicus